# トム・ジンク
トム・ジンク（"Z-Man" Tom Zenk、本名：Thomas Erwin Zenk、1958年11月30日 - 2017年12月9日）は、アメリカ合衆国のプロレスラー。ミネソタ州ゴールデンバレー出身。
より原音に近いファミリーネームの表記は「ズィンク」だが、本項では日本で定着している表記（日本語圏で一般によく知られている名前）を使用する。

## 来歴
カート・ヘニング、リック・ルード、スコット・シンプソン、バリー・ダーソウ、ジョン・ノードらを輩出したロビンズデール・ハイスクールの出身。学生時代からボディビルに熱中し、後に "Mr. Minnesota" など数々のタイトルを獲得した。
ルードやシンプソンをコーチしたエディ・シャーキーにスカウトされ、1983年にビル・ワット主宰のMSWAにてデビュー。1984年からはバーン・ガニアの牛耳る地元ミネソタのAWAに登場、甘いマスクと肉体美を持つベビーフェイスの新鋭として、次代のスター候補と目された。
1985年より、太平洋岸北西部のオレゴンやワシントンをサーキット・エリアとするNWA圏のパシフィック・ノースウエスト・レスリングに参戦。1986年1月21日にボビー・ジャガーズからNWAパシフィック・ノースウエスト・ヘビー級王座を奪取した。同年下期からはカナダのモントリオール地区（ジノ・ブリット主宰のインターナショナル・レスリング）に進出、11月には同地区のスターだったリック・マーテルのパートナーとして、全日本プロレスの世界最強タッグ決定リーグ戦に初来日した。
以降も本格的にマーテルとタッグチームを結成し、翌1987年、カンナム・コネクション（The Can-Am Connection）のチーム名でWWFに参戦。ハート・ファウンデーション（ブレット・ハート&ジム・ナイドハート）やドリーム・チーム（グレッグ・バレンタイン&ブルータス・ビーフケーキ）などヒールのトップチームと対戦し、3月29日のレッスルマニアIIIではカウボーイ・ボブ・オートン&マグニフィセント・ムラコから勝利を収めるも、契約のトラブルでジンクのみ短期間でWWFを離脱した。
その後は古巣のAWAに戻り、1989年2月7日にセントポールで行われたAWA世界ヘビー級王者決定バトルロイヤルにも出場。サージェント・スローター、ワフー・マクダニエル、ケン・パテラ、マイク・ジョージ、アキオ・サトー、パット・タナカ、ポール・ダイヤモンド、マニー・フェルナンデス、グレッグ・ガニア、カーネル・デビアーズらを抑え、ラリー・ズビスコと優勝を争ったが、オーバー・ザ・トップロープで失格し戴冠は果たせなかった。
また、この間には全日本プロレスの常連外国人選手となり、1986年11月の初来日から1989年7月まで5回に渡って来日した（最強タッグには1987年大会にもザ・ターミネーターをパートナーに参加するなど、2年連続で出場している。1989年4月の来日時は大田区体育館にてダニー・クロファットと組み、サムソン冬木&川田利明のフットルースが保持していたアジアタッグ王座に挑戦した）。
1989年末、当時まだNWAに加盟していた初期WCWに、Zマン（Z-Man）と名乗って登場。翌1990年1月30日にはジョージア州マリエッタにてリック・フレアーのNWA世界ヘビー級王座に挑戦している。タッグ戦線ではブライアン・ピルマンとコンビを組み、1990年2月12日にトーナメント決勝でファビュラス・フリーバーズ（マイケル・ヘイズ&ジミー・ガービン）を破りUSタッグ王座を獲得。同年12月4日にはアーン・アンダーソンから世界TV王座を奪取している。翌1991年3月21日、WCWとの提携ルートで新日本プロレスの東京ドーム大会に参戦。ピルマン&ティム・ホーナーと組み、越中詩郎、小林邦昭、飯塚孝之と6人タッグマッチで対戦した。新日本プロレスには1992年10月にも来日し、ナイドハートと組んでSGタッグ・リーグ戦IIに出場した。
1993年はリッキー・スティムボートとドス・オンブレス（Dos Hombres）なる覆面タッグチームを一時的に結成し、5月23日にWCWの本拠地アトランタで行われたPPV "Slamboree" に出場、ヒールターンしたピルマンとスタニング・スティーブ・オースチンのハリウッド・ブロンズが保持するWCW世界タッグ王座にスチール・ケージ・マッチで挑戦した。 
1994年の初頭にWCWを離れ、同年6月と9月には全日本プロレスに久々に登場（日本には通算9回来日）。以降はインディー団体を転戦し、1996年に引退した。
2017年12月9日、ミネソタ州ロビンズデールのノース・メモリアル・メディカル・センター（North Memorial Medical Center）において、59歳で死去。

## 得意技
- ドロップキック
- スーパーキック
- ダイビング・クロス・ボディ
- スリーパー・ホールド

## 獲得タイトル
パシフィック・ノースウエスト・レスリング
- NWAパシフィック・ノースウエスト・ヘビー級王座：1回
- NWAパシフィック・ノースウエスト・タッグ王座：1回（w / Scott Doring）

インターナショナル・レスリング
- カナディアン・インターナショナル・タッグ王座：1回（w / ダニー・クロファット）

ワールド・チャンピオンシップ・レスリング
- NWA USタッグ王座：1回（w / ブライアン・ピルマン）
- NWA世界TV王座：1回
- WCW世界6人タッグ王座：1回（w / ダスティン・ローデス&ビッグ・ジョッシュ）